# Chiesa madre chiaramontana
La chiesa madre chiaramontana è una chiesa oggi in rovina di Bivona, comune italiano del libero consorzio comunale di Agrigento in Sicilia.

## Storia

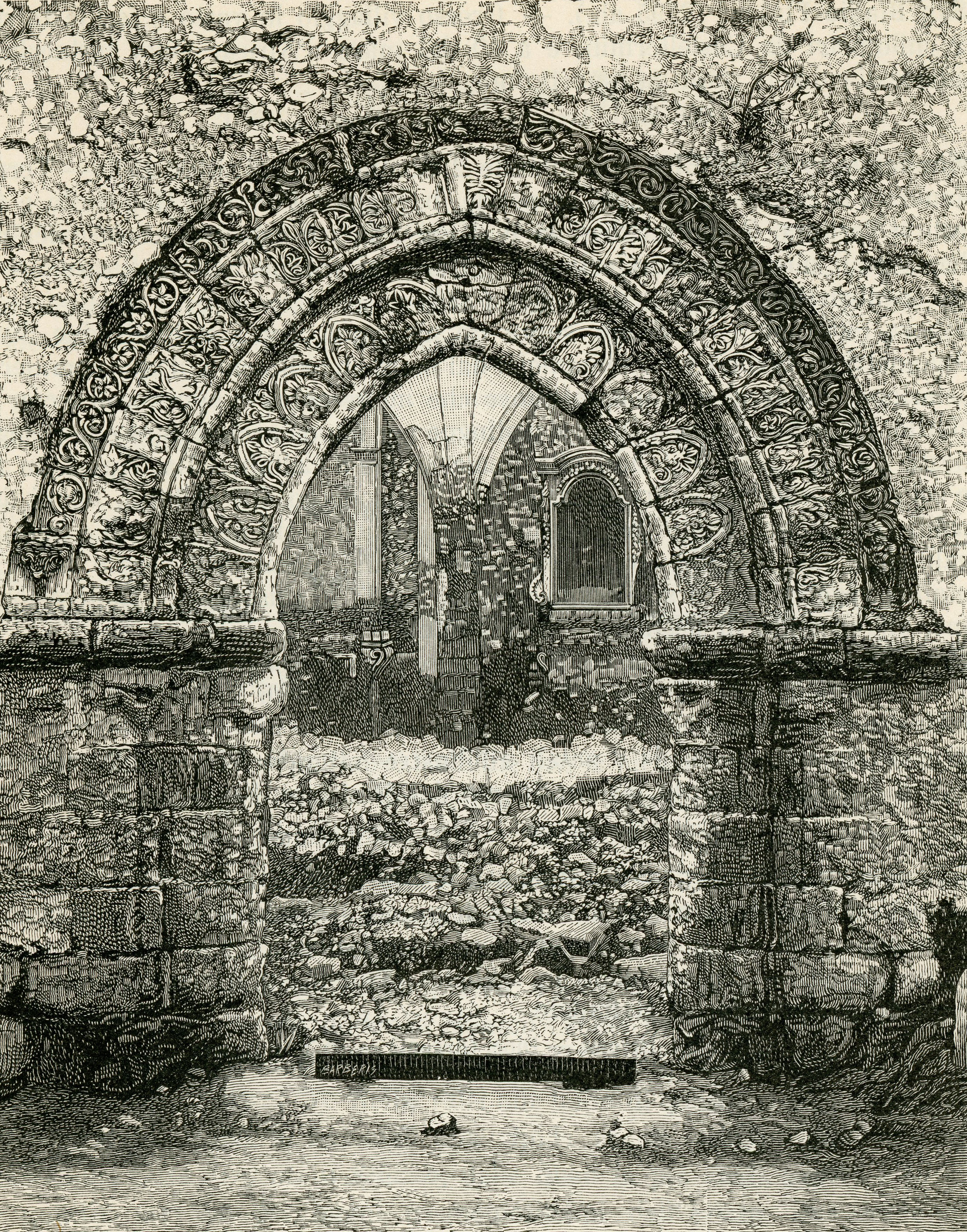
Portale laterale sinistro, oggi scomparso

Si tratta dell'antica chiesa madre del paese, ubicata nella sua parte meridionale, la cui costruzione è attribuita a Giovanni Chiaramonte, insignito nel 1374 della signoria sulla cittadina. La chiesa fu dedicata a Santa Maria Mater Salvatoris.
Ebbe restauri nel corso del Seicento e del Settecento. Nel 1781 essendo in cattive condizioni le funzioni di chiesa matrice furono trasferite alla chiesa dei Gesuiti e fu chiusa al culto nel 1824.

## Descrizione
La chiesa era a schema basilicale, a tre navate, suddivise probabilmente da sei pilastri quadrangolari per lato, che sorreggevano archi acuti. La navata centrale era larga il doppio di ciascuna delle laterali e all'interno erano venti altari.
L'abside era probabilmente di forma poligonale ed era sormontata da una cubula, cioè da una piccola cupola. La chiesa aveva un campanile a pianta quadrangolare sul lato sinistro della facciata e vi era annessa una sagrestia. Un portale laterale, forse più antico, consentiva l'accesso anche dal fianco sinistro settentrionale. L'edificio, sulla base dei verbali delle visite pastorali, misurava circa 36,5 m di lunghezza, 16,5 m di larghezza e 7,6 m d'altezza (a livello delle due navate laterali).

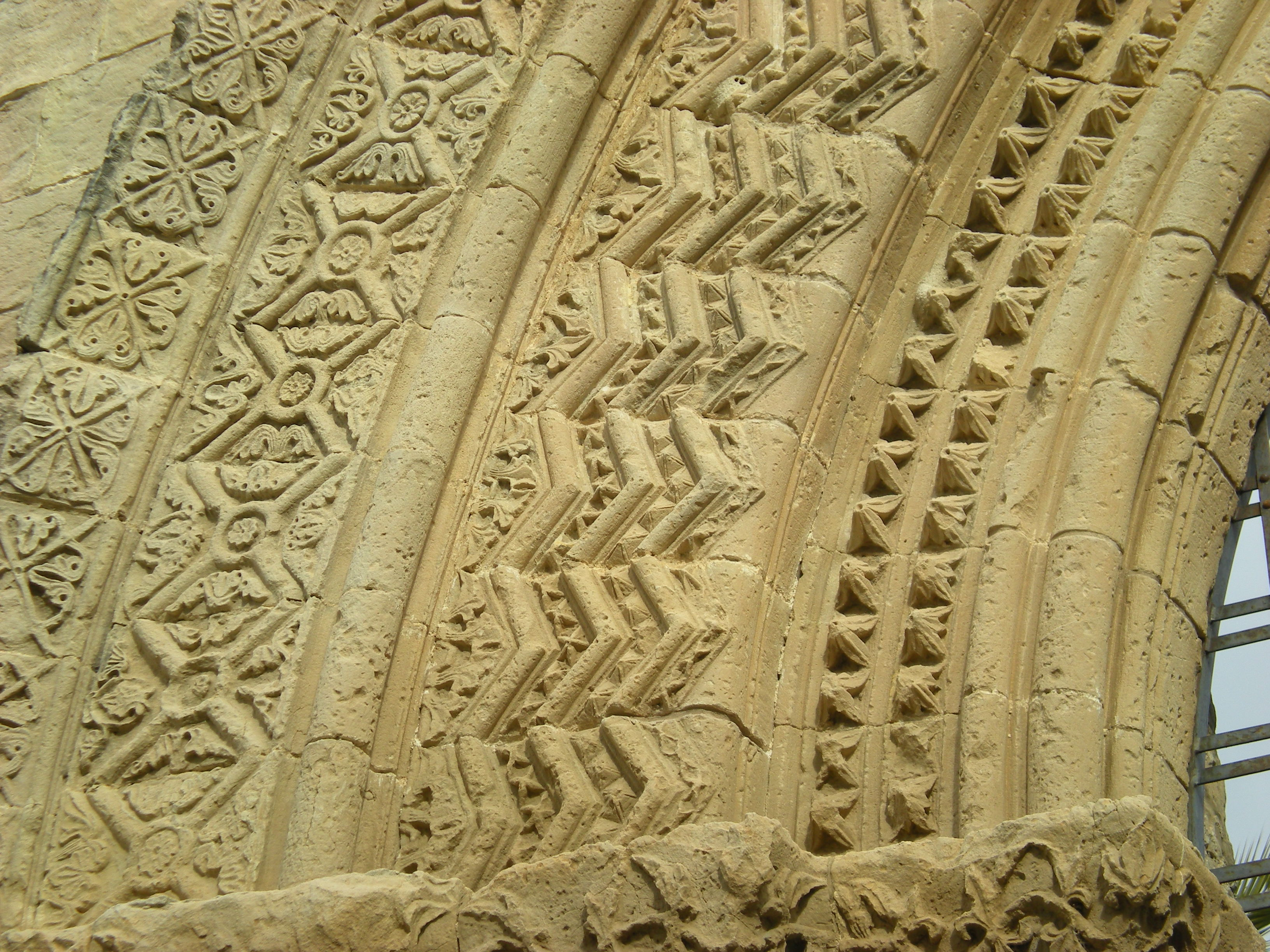
Particolare della decorazione del portale

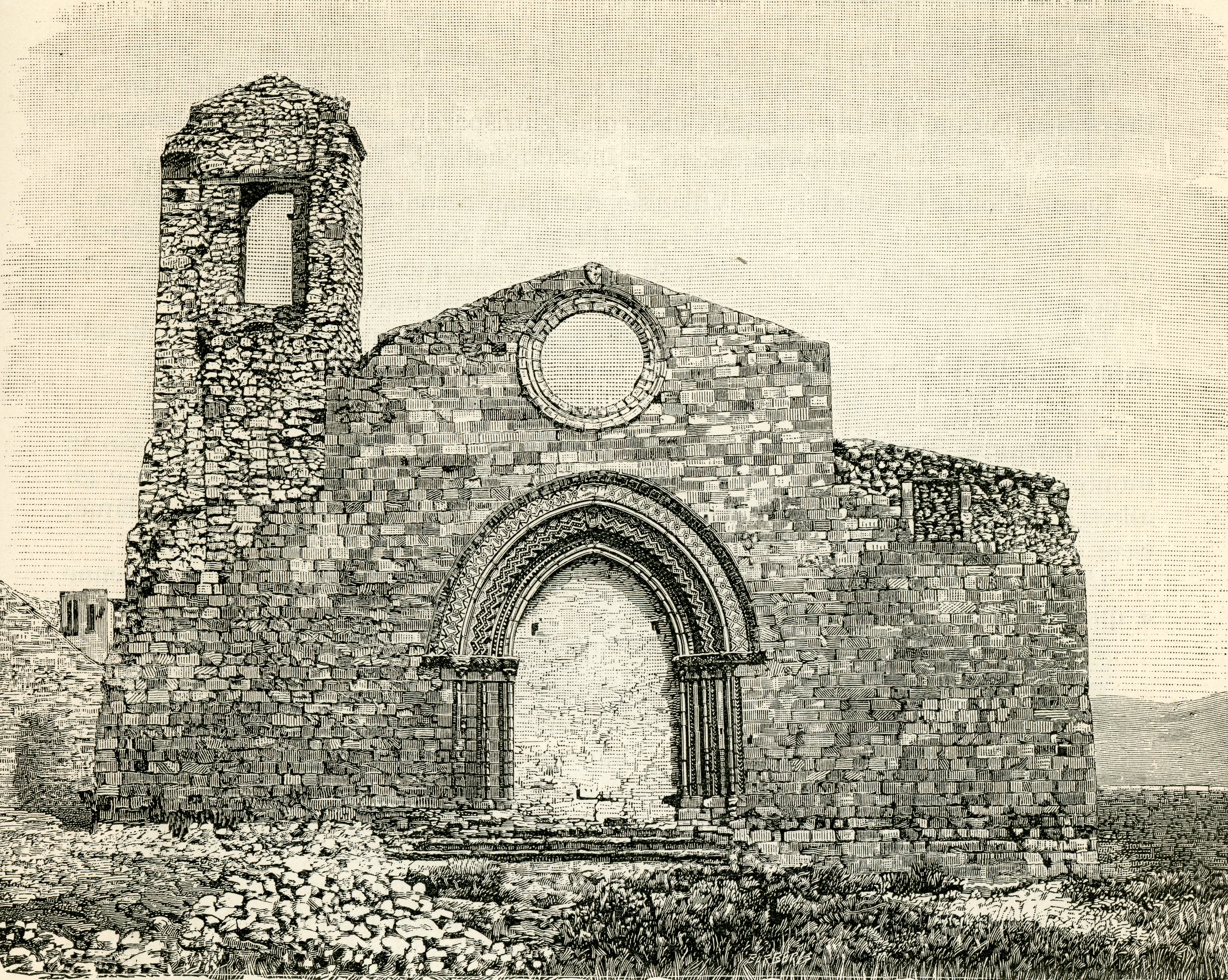
Chiesa madre chiaramontana (xilografia di Barberis 1890).

Oggi resta la facciata con un portale gotico, popolarmente ma impropriamente definito "arabo-normanno", con tre fasce progressivamente rientranti ornate da decorazioni scolpite sorrette da tre colonnine su ciascun lato. Le chiavi d'arco sono ornate dall'alto verso il basso: da una croce greca, da un Agnus Dei con la croce e la figura di un profeta con un bastone, una donna che allatta (forse simbolo della Carità) e l'Annunciazione. Il portale è sormontato da un grande rosone circolare e da tre stemmi che lo circondano, tra cui quello della famiglia Chiaramonte.
La chiesa aveva ospitato un fonte battesimale trecentesco, la quattrocentesca statua di Madonna con Bambino (Madonna della Candelora), attribuita alla bottega di Domenico Gagini e un Crocifisso cinquecentesco, tutti spostati nella nuova chiesa matrice.